# Эрсина (озеро)
Эрсина (исп. Lago Ercina) — небольшое горное озеро ледникового происхождения, расположенное в регионе Астурии (Испания) на высоте 1108 метров над уровнем моря. Его размеры составляют 700 на 300 метров, а максимальная глубина чуть более 2 метров.
Вместе находящимся в 600 метрах озером Эноль образуют группу Лагос-де-Ковадонга в Национальном парке Пикус-де-Европа. Эвтрофическое озеро охватывает около восьми гектаров.